# Congregación de Jesús y María
La Congregación de Jesús y María (en latín: Congregatio Iesu et Mariae, abreviada como C.I.M. o C.J.M.) es una sociedad de vida apostólica de derecho pontificio para hombres en la Iglesia católica, conocidos también como eudistas. La congregación de los eudistas fue fundada el 25 de marzo de 1643 bajo el título de Congregación de Jesús y María, por el sacerdote francés san Juan Eudes, natural de Ri, cerca de Argentan, como su hermano el célebre Francisco Eudes de Mecerac.  

## Historia
Juan Eudes nació el 14 de noviembre de 1601 y murió en Caen el 19 de agosto de 1680. Eudes estudió con los jesuitas en Caen antes de decidir unirse a los Oratorianos el 25 de marzo de 1623. Fue ordenado sacerdote el 20 de diciembre de 1625. En 1633 comenzó a predicar misiones parroquiales, llegando a predicar más de cien misiones en su propia región, así como en Île-de-France, Borgoña y Bretaña. Eudes se convirtió en un destacado predicador y confesor con gran talento para la evangelización, y sus misiones solían durar desde varias semanas hasta varios meses. También se preocupó mucho por el desarrollo espiritual de los sacerdotes y comprendió que los seminarios necesitaban mejoras. Fundó varios seminarios en la región, incluyendo uno en Rennes. En 1674 recibió seis bulas de indulgencias del papa Clemente X para cofradías y seminarios dedicados a los Sagrados Corazones.
En 1641, fundó la Orden de Nuestra Señora de la Caridad del Refugio en Caen para brindar refugio a las prostitutas que deseaban hacer penitencia. La congregación recibió la aprobación papal del papa Alejandro VII el 2 de enero de 1666. Posteriormente, también incluyó un convento desde el cual María Eufrasia Pelletier fundó la Congregación de Nuestra Señora de la Caridad del Buen Pastor en 1829. 
Con el apoyo del cardenal Richelieu y de varios obispos, Eudes rompió su vínculo con los Oratorianos para fundar a los eudistas, encargados de la formación de sacerdotes y de las misiones parroquiales. Fundada en Douvres-la-Délivrande (Calvados, Francia) el 25 de marzo de 1643 por Eudes, la Congregación de Jesús y María pertenece a la escuela francesa de espiritualidad, al igual que la Congregación del Oratorio, a la que perteneció Eudes. La Congregación de los eudistas se fundó para el ejercicio de misiones y seminarios, concretamente para la formación del clero. El primer seminario fundado por Eudes fue el Seminario eudista de Caen. Durante la vida de san Juan Eudes, la congregación fundó seminarios mayores en Francia (en Normandía y Rennes): en Caen (1643), Coutances (1650), Lisieux (1653), Ruan (1658), Évreux (1667) y Rennes (1670). Tras esto el fundador no pensó en abrir nuevos seminarios, pero admitió a sacerdotes que deseaban hacer retiros o profundizar sus estudios, así como a estudiantes de teología. Tras su muerte, se designaron eudistas para dirigir los seminarios de Valognes, Avranches, Dol, Senlis, Blois, Domfront y Séez. En Rennes, Ruán y otras ciudades, los seminarios eran más accesibles para seminaristas de familias modestas, destinados a evangelizar el campo. Se abrieron clases para los más jóvenes, formando pequeños seminarios (nivel secundario).
Los miembros de la Congregación de Jesús y de María fueron generalmente llamados eudistas. Fueron muy conocidos y muy recomendables en Normandía y en Bretaña, donde los obispos les confiaron la dirección de sus seminarios y de sus colegios. La reputación de los eudistas se extendió más allá de las dos provincias donde sus profesores formaron buenos discípulos. En 1735, una casa de eudistas se estableció en París. 
Estos eclesiásticos modestos tuvieron por rivales a los jesuitas hasta la supresión de la Compañía de Jesús; sin embargo, sostuvieron honrosamente la concurrencia, como lo hicieron también contra los oratorianos. Al principio el P. Eudes tuvo muchas dificultades para fundar su congregación, aun cuando se limitaba a solicitar el establecimiento de una casa en Caen, para disponer allí a los sacerdotes al estado eclesiástico, pero sin ningún designio de formar un nuevo instituto. Este era, sin embargo, un pretexto para llegar a su fin, triunfando sobre la autoridad que desde mucho tiempo estaba asustada por aquella multiplicación de conventos y de frailes bajo tantos colores, costumbres y nombres diferentes, casi todos fundados por hombres que querían tener la gloria de unir su nombre a estas instituciones parásitas. Mecerac no pasará seguramente por haber sido demasiado cáustico respecto a su hermano mayor, cuando aseguró que el fundador de los eudistas había tenido el valor de escribir en tres lomos en 4.° una Vida de María de los Valles, fanática, loca y ridícula, que era hija de un pobre aldeano de la Baja Normandía; pesada producción, que si se hubiera impreso, se hubiese puesto al lado de la famosa Vida de la venerable madre Margarita (María la de la Cáscara), y hubiera hecho la edificación de las viejas devotas. 
Los eudistas tuvieron sucesivamente nueve superiores generales, habiendo sido el último Francisco Luis Hebert de la Berriere, que murió después de la revolución francesa. En esta época los eudistas solo eran propietarios de la casas de Caen, de Coutances y de París.
He aquí lo que respecto a los eudistas dice un sacerdote alemán colaborador inteligente del Diccionario Enciclopédico de la Teología Católica. Hablando de Juan Eudes dice: 

Era un hermano del historiógrafo Francisco Eudes, que agregó a su nombre el del lugar de su nacimiento, Mecerac. Juan Eudes nació también en Mecerac, en la diócesis de Seez, en Normandía. Comenzó a la edad de catorce años sus estudios en el colegio de los jesuitas de Caen, se consagró al estado eclesiástico, entró en París en el Oratorio dei cardenal de Berulle y fue ordenado sacerdote en 1625. Muy pronto dio pruebas de su profunda caridad consagrándose enteramente al cuidado de los enfermos durante una gran epidemia. Más tarde se sintió llamado a la obra de las misiones, que en esta época comenzaban a ser muy frecuentes. Recorrió desde 1632 las diócesis de Coutances, Bayeux, Lisieux, etc., y la fuerza y la unción de sus predicaciones contribuyeron a que un gran número de protestantes volviesen a entrar en el seno de la Iglesia católica. En 1639 llegó a ser superior del Oratorio de Caen; poco tiempo después, el cardenal de Richelieu, que tenía la intención de fundar un seminario, le llamó a París para servirse de sus consejos y de su activa cooperación.

Debía entenderse con el abad Perefixe para formar el plan y redactar los estatutos de esta institución, pero la muerte del cardenal destruyó la obra dichosamente comenzada. Eudes, de regreso a Caen, dejó por el consejo de muchos obispos el Oratorio, que no tenía más que un corto número de seminarios en esta época y puso el 25 de marzo de 1643, en Caen, con cinco colegas, los cimientos de su nueva congregación, que debía llevar el nombre de Jesús y María, y cuyo fin era emprender misiones por el campo y formar sacerdotes. El 6 de enero de 1644, la nueva congregación, cuya elección de superior era vitalicia, fue aprobada por el obispo de Bayeux y después por muchos obispos de Francia. Eudes, encontrándose en París, fue alentado por San Vicente de Paul y por el papa Inocencio X para proseguir su obra con su celo acostumbrado, y estas instigaciones debieron indemnizarle de las numerosas contradicciones que le opusieron al principio muchos obispos prevenidos contra su empresa. A su fallecimiento su congregación tenía seis seminarios y un colegio.

Eudes habia enseñado de viva voz y por escrito; dejó muchas obras, la mayor parte de teología pastoral. En el momento de la revolución, uno de los miembros de su congregación, poco tiempo después, confesor de Luis XVI, llegó a ser víctima de los degüellos de setiembre. Después de la revolución, el vicario general d'Evreux formó el proyecto de restablecer la congregación de los eudistas, pero se lo estorbó la muerte, hasta que el 9 de enero de 1826, el abad Blanchard pudo reunir en Rennes a los eudistas dispersos. La congregación le eligió superior general y volvió a emprender bajo su dirección sus trabajos apostólicos. Los eudistas tienen muchos colegios y entre ellos un colegio de San Gabriel en la Indiana.

## Estatus canónico y organización
El propósito que Juan Eudes asignó a su congregación lo llevó a decidir no introducir votos religiosos. Aunque no es una orden religiosa, la Congregación de Jesús y María está sujeta a una disciplina similar a la de las órdenes religiosas de votos simples. Su administración se inspira en la de los Oratorianos, a los que Eudes perteneció durante veinte años. La autoridad suprema reside en una asamblea general que nombra al superior general, elegido por un período de cinco años. Este tiene derecho a nombrar y destituir a los superiores locales, fijar el personal de cada casa, realizar la visita anual, admitir y, en caso necesario, destituir a los miembross, aceptar o renunciar a fundaciones y, en general, realizar o al menos autorizar todos los actos importantes. Cuenta con la ayuda de asistentes nombrados por la asamblea general, quienes tienen voto decisivo en los asuntos temporales y solo consultan en otros asuntos.
La sede mundial está en Roma.  En 2020, el superior general fue el padre Jean-Michel Amouriaux, CJM. Para 2023, cerca de 500 Eudistas prestaban servicio en diecisiete países.

## Apostolados
Los eudistas son una sociedad internacional de vida apostólica compuesta por sacerdotes, diáconos y laicos que comparten su vida de oración, experiencias y compromisos apostólicos. A través de sus apostolados, participan en seminarios, formación de laicos, capellanías, educación católica, parroquias, centros espirituales, etc.
La Provincia de Francia opera el Foyer Saint Jean Eudes, una casa de huéspedes para quienes vienen a París a realizar estudios universitarios o a participar en reuniones o conferencias organizadas por los obispos de Francia, la educación católica o una asociación cristiana.

## Santos, beatos y otros
Santos
- Juan Eudes (14 de noviembre de 1601 - 19 de agosto de 1680), fundador de la Congregación, canonizado el 31 de mayo de 1925

Beatos
- François-Louis Hébert (14 de septiembre de 1735 - 2 de septiembre de 1792), mártir de la Revolución francesa, beatificado el 17 de octubre de 1926
- François Lefranc (26 de marzo de 1739 - 2 de septiembre de 1792), mártir de la Revolución Francesa, beatificado el 17 de octubre de 1926
- Pierre-Claude Pottier (20 de septiembre de 1743 - 3 de septiembre de 1792), mártir de la Revolución Francesa, beatificado el 17 de octubre de 1926
- Charles-Antoine-Nicolas Ancel (11 de octubre de 1763 - 29 de julio de 1792) 1794), mártir de la Revolución Francesa, beatificado el 1 de octubre de 1995

Siervos de Dios
- Rafael García Herreros Unda (17 de enero de 1909 - 24 de noviembre de 1992), sacerdote, declarado Siervo de Dios el 15 de agosto de 2013[7]
- Miguel Antonio Salas Salas (29 de septiembre de 1915 - 30 de octubre de 2003), arzobispo de Mérida, declarado Siervo de Dios en 2013[8]